# Sacculina amplituba
Sacculina amplituba is een krabbezakjessoort uit de familie van de Sacculinidae. De wetenschappelijke naam van de soort is voor het eerst geldig gepubliceerd in 1978 door Phillips.